# 토니 애벗
앤서니 존 "토니" 애벗(영어: Anthony John "Tony" Abbott, 문화어: 안토니 죤 "토니" 아버트, 1957년 11월 4일 ~ )은 오스트레일리아의 정치인이다. 오스트레일리아 보수연립의 대표이며 오스트레일리아의 제28대 총리를 역임했다.

## 생애
토니 애벗은 1957년 11월 4일 영국 런던에서 오스트레일리아인 부모 사이에서 태어났다. 아버지 리처드 헨리 애벗(Richard Henry Abbott)은 그와 마찬가지로 영국 출신이었는데, 뉴캐슬어폰타인에서 태어났으며 그 근처의 한 마을에서 자랐다. 아버지와 그의 부모는 제2차 세계 대전 당시 오스트레일리아로 이민을 갔다. 토니의 가족은 1960년 오스트레일리아로 이주했다. 초기 토니의 가족은 브론트에서 살다가 훗날 챗츠우드에서 살게 되었다. 밀슨스포인트의 세인트 알로이시우스 학교에서 초등교육을 받았고 세인트 이그나티우스 학교에서 중등교육을 받았다. 시드니 대학교에서 법률학 학위와 경제학 학위를 받았다.
2015년 2월 9일, 재신임에 성공했지만 2015년 9월 15일 오스트레일리아 자유당이 실시한 신임투표에서 맬컴 턴불에게 44 대 54로 패하면서 총리 자리를 내주고 사임하였다.

## 역대 선거 결과
| 선거명      | 직책명                   | 대수 | 정당                  | 1차 득표율 | 1차 득표수 | 2차 득표율 | 2차 득표수 | 결과 | 당락                 |
| ----------- | ------------------------ | ---- | --------------------- | ---------- | ---------- | ---------- | ---------- | ---- | -------------------- |
| 1994년 선거 | 하원의원 (워링가 선거구) | 37대 | 오스트레일리아 자유당 | 54.21%     | 34,440표   |            |            | 1위  | 워링가 하원의원 당선 |
| 1996년 선거 | 하원의원 (워링가 선거구) | 38대 | 오스트레일리아 자유당 | 57.72%     | 42,217표   |            |            | 1위  | 워링가 하원의원 당선 |
| 1998년 선거 | 하원의원 (워링가 선거구) | 39대 | 오스트레일리아 자유당 | 55.46%     | 39,753표   |            |            | 1위  | 워링가 하원의원 당선 |
| 2001년 선거 | 하원의원 (워링가 선거구) | 40대 | 오스트레일리아 자유당 | 51.45%     | 39,816표   |            |            | 1위  | 워링가 하원의원 당선 |
| 2004년 선거 | 하원의원 (워링가 선거구) | 41대 | 오스트레일리아 자유당 | 54.53%     | 40,798표   |            |            | 1위  | 워링가 하원의원 당선 |
| 2007년 선거 | 하원의원 (워링가 선거구) | 42대 | 오스트레일리아 자유당 | 54.53%     | 46,398표   |            |            | 1위  | 워링가 하원의원 당선 |
| 2010년 선거 | 하원의원 (워링가 선거구) | 43대 | 오스트레일리아 자유당 | 58.92%     | 50,063표   |            |            | 1위  | 워링가 하원의원 당선 |
| 2013년 선거 | 하원의원 (워링가 선거구) | 44대 | 오스트레일리아 자유당 | 60.89%     | 54,388표   |            |            | 1위  | 워링가 하원의원 당선 |
| 2016년 선거 | 하원의원 (워링가 선거구) | 45대 | 오스트레일리아 자유당 | 51.65%     | 44,759표   |            |            | 1위  | 워링가 하원의원 당선 |
| 2019년 선거 | 하원의원 (워링가 선거구) | 46대 | 오스트레일리아 자유당 | 39.01%     | 35,935표   | 42.76%     | 39,395표   | 2위  | 낙선                 |